# جيم أوهارا
جيم أوهارا (بالإنجليزية: Jim O'Heir)‏ هو ممثل أمريكي، ولد في 4 فبراير 1962 بشيكاغو في الولايات المتحدة.

## أعمال

### أفلام
- (2014) الحياة بعد بيث

### مسلسلات
- الحدائق والمنتزهات

## وصلات خارجية
- جيم أوهارا على موقع IMDb (الإنجليزية)
- جيم أوهارا على موقع إن إن دي بي (الإنجليزية)
- جيم أوهارا على موقع قاعدة بيانات الفيلم (الإنجليزية)